# Дан шести
Дан шести је роман књижевника Растка Петровића. Објављен је постхумно, 1961. године, захваљујући залагању Марка Ристића, који је набавио рукопис и учествовао у редиговању текста. Први део романа бави се преласком Албаније, тзв. албанском Голготом, у коме је и сам аутор учествовао. Највећим делом био је написан већ 1934. и достављен Геци Кону наредне године, под насловом Осам недеља. Издавач је тражио измене рукописа због мрачног приказивања албанске трагедије, односно из политичких разлога које овакво тумачење текста призива. Рукопис је враћен у Америку, где је настао и други део романа. Радња другог дела се и одвија на овом континенту 1938, двадесет година касније у односу на радњу првог дела. Након што је од господина Ваплера набавио рукопис преправљеног романа и странице које су избачене током ауторових преправки, Марко Ристић је склопио роман – оба дела – и насловио га, по ауторовој жељи, данашњим именом. Међутим, роману недостаје шеснаест страна које је Петровић избацио из првобитне варијанте првог дела (под називом Осам недеља), тако да је роман у извесном смислу остао недовршен, односно објављен је у непотпуном облику.
Дан шести сматра се претечом романа тока свести – писац осветљава многобројне појединачне свести – али је објављен касно да би утицао на развој овог романескног облика у нашој књижевности. Радован Вучковић сматра да роман чини трилогију са романом Са силама немерљивим, те да се Растко овом трилогијом укључује у традицију европског генеалошког романа; разбијајући епску концепцију романа, Петровић покушава да интегрише епски елемент у структуру романа тока свести.
Први део романа као приповедачки поступак користи форму дневника, али уместо за прво лице, аутор се одлучује за треће, због могућности које пружа у погледу сталне измене тачке гледишта. Догађаји нису предмет и циљ приповедања, већ доживљај – напушта се традиционални концепт причања и описивања догађаја. Као последица дефабуларизације, настаје фрагментарност, мозаичност структуре романа, а елементи се повезују асоцијативним приповедањем. Зато роман одликује и контрапунктивност, обједињују се – упркос њиховој тежњи ка потпуној самосталности – разноврсни а равноправни одломци у целину новог квалитета и значења; сабира их неки елементарни појам, рецимо глад у случају текста под календарском одредницом Уторак, 10. новембар 1915. У другом делу, датуми су ређи и заправо представљају композициону спону са претходним делом романа; ипак, они Петровићу омогућују нагле прелазе између епизода или њихову градацију.
Писац доследно, у читавом роману, митопоетизује приказани, скоро халуцинантни свет. Предраг Петровић је о роману рекао:
– Могућност да роман приповеда о рату а да не буде национална, херојска или државотворна епопеја, остала је и у Растково као и у данашње време сувише смела, заправо авангардна мисао. (...) Однос према историји у првом делу Дана шестог не заснива се на уметничком транспоновању фактографске грађе, него на приповедачкој артикулацији дубине ратне трагедије која надилази историјско и постаје катаклизмичко, митско дешавање. Поетички самосвесно лишен националног и патриотског тона, роман је успостављен на искуству авангардне уметности Џемса Џојса, Вирџиније Вулф и Олдоса Хакслија. Националну трагедију албанске голготе види као апокалипсу цивилизацијских и космичких размера.
У делу се промишљају естетичке категорије лепог и ружног, као и њихов однос, заправо се настављају промишљања из Откровења, прецизније из текста Пробуђена свест (Јуда). Иако Петровић нагиње адорновским интерпретацијама ових појмова, излажући занимљива и нимало застарела естетичка схватања, у делу ипак није остварена јединствена концепција ружног, лепог и њиховог саодноса, јер се у односу према хармонији уочава блискост са Розенкранцовом естетиком.